# Axel Morén (veterinär)
Axel Teodor Emanuel Morén, född 25 april 1885 i Almby socken, död 8 juli 1969 i Stockholm, var en svensk veterinär.
Axel Morén var son till bankkassören Johan Emanuel Morén. Han avlade mogenhetsexamen i Örebro 1903 och veterinärexamen 1907. År 1907 blev han stipendiat i Fältveterinärkårens reserv, 1908 bataljonsveterinär vid Göta ingenjörkår och 1911 vid Östgöta trängkår, fick kaptens tjänsteställning 1919 och blev samma år assistent på fältveterinärbyrån i Arméförvaltningens sjukvårdsstyrelse. År 1936 erhöll han överstes tjänsteställning. Med genomförande av 1937 års försvarsreform fick han som chef för Fältveterinärkåren ledningen av Veterinärinspektionen och senare Arméinspektionens veterinäravdelning, liksom av häst- och veterinärmaterielbyrån inom Arméförvaltningens intendenturdepartement. Han avgick 1945 efter att samma år ha erhållit generalmajors tjänsteklass. Morén var lärare vid och chef för ett flertal utbildningskurser för militärveterinärer. Han företog med statsstipendium studieresor till Tyskland 1918, Danmark 1930 och Finland 1942. Från 1944 var han förordnad som ordförande i centralstyrelsen för Svenska Blå Stjärnan. Han blev ledamot av Krigsvetenskapsakademien 1938, hedersledamot i Svenska militärveterinärsällskapet 1936 och hedersledamot i Svenska veterinärläkareföreningen 1945. Axel Morén är begravd på Almby kyrkogård.